# Superego
A Superego magyar indie-rock (magukat "Heavy-Pop"-ként definiálták) zenekar, mely a magyar indie-rock második hullámának  zenekara. 2008 és 2012 között működött, ez alatt két kislemezt adtak ki. Tagjai: Ihász Péter (ének), Sümegi Ákos (gitár, vokál), Csitke Dániel (basszusgitár), Badics Kata (billentyűk), és Pajor Gábor (dob).

## Története
A zenekart Sümegi Ákos alapította Veller László korábbi gitárossal 2008-ban. A két gitáros olyan, akkoriban divatos zenekarok mintájára szeretett volna dalokat írni, mint az Arctic Monkeys, Moving Units, The Pigeon Detectives, Bloc Party. Basszusgitárosként Ákos gimnáziumi barátját, Csitke Dánielt kérték fel, aki örömmel eleget tett a felkérésnek. Énekesként László színésztársát, Ihász Pétert vették föl. Első dobosuk Zsubory Barbara volt  (a Suck Like a Prince EP-n még ő hallható), azonban 2010 áprilisában Angliába költözött, ezért Ákos barátját Pajor Gábort kérték fel dobolni, akivel korábban a The Secrets és Panic Radio zenekarokban játszottak együtt. Ez időben döntöttek stílusváltás mellett, így került a zenekarba Badics Kata, mint billentyűs. Olyan, akkoriban még feltörekvő zenekarok sikerét akarták meglovagolni, mint a The Automatic, Does It Offend You Yeah?, Klaxons.
Második kislemezük (Heavy Pop) már a végleges felállással készült a budapesti Stray Dog stúdióban, Puha Szabolcs hangmérnöknél, 2011-ben. Az album legismertebb dalához, az Ecstasyhoz klip is készült, melyet a magyar MTV is játszott. Egy nagylemez felvételét tűzték ki célul a 2012-es évre, azonban magánéleti okokból, és zenei nézeteltérések miatt végül a zenekar még ebben az évben feloszlott. Utolsó koncertjük az A38 tetőteraszán volt, ahol bemutatták két, akkor még kiadatlan dalukat a Future-t, és a Frankiet. A dalokat később demo verzióban, saját kiadásban elérhetővé tették.

## Tagok
- Ihász Péter - ének
- Sümegi Ákos - gitár, vokál
- Csitke Dániel - basszusgitár
- Badics Kata - billentyű
- Pajor Gábor - dob

## Albumok
- Suck Like A Prince EP - 2010
- Heavy Pop EP - 2011